# Ville-sur-Saulx
Ville-sur-Saulx település Franciaországban, Meuse megyében. Lakosainak száma 278 fő (2022. január 1.). Ville-sur-Saulx Brillon-en-Barrois, Lisle-en-Rigault, Saudrupt és Trémont-sur-Saulx községekkel határos.

## Népesség
A település népessége az elmúlt években az alábbi módon változott:
| Lakosok száma | 311  | 295  | 318  | 302  | 294  | 289  | 287  | 280  | 277  | 278  |
|               | 1968 | 1982 | 1990 | 2006 | 2013 | 2015 | 2017 | 2019 | 2020 | 2022 |